# Adoretus graniceps
Adoretus graniceps är en skalbaggsart som beskrevs av Edmund Reitter 1889. Adoretus graniceps ingår i släktet Adoretus och familjen Rutelidae. Inga underarter finns listade i Catalogue of Life.